# Герб на Албания
Гербът на Албания е пригоден от албанското знаме. В основите му лежи печатът на Георги Кастриоти Скендербег, на който е изобразен двуглав орел. Над главата на двуглавия орел се намира Шлемът на Скандербег. Съотношението на герба е 1:1,5.

## Исторически гербове
- Герб на Княжество Албания (1914)
- Герб на Кралство Албания (1928 – 1939)
- Герб на Албания под италианска окупация (1939 – 1943)
- Емблема на Народна социалистическа република Албания (1946 – 1991)
- Герб на Република Албания (1992 – 1998)
- Герб на Албания (1998 – )